# Bulltofta by
Bulltofta by ingick i Västra Skrävlinge socken som numera ligger inom Malmö kommun.

## Etymologi
Bulltofta omtalas första gången år 1346 som "Booltoftæ". Ordet kommer av bol = gård/hemman samt toft = åkerjord närmast gården.

## Historia

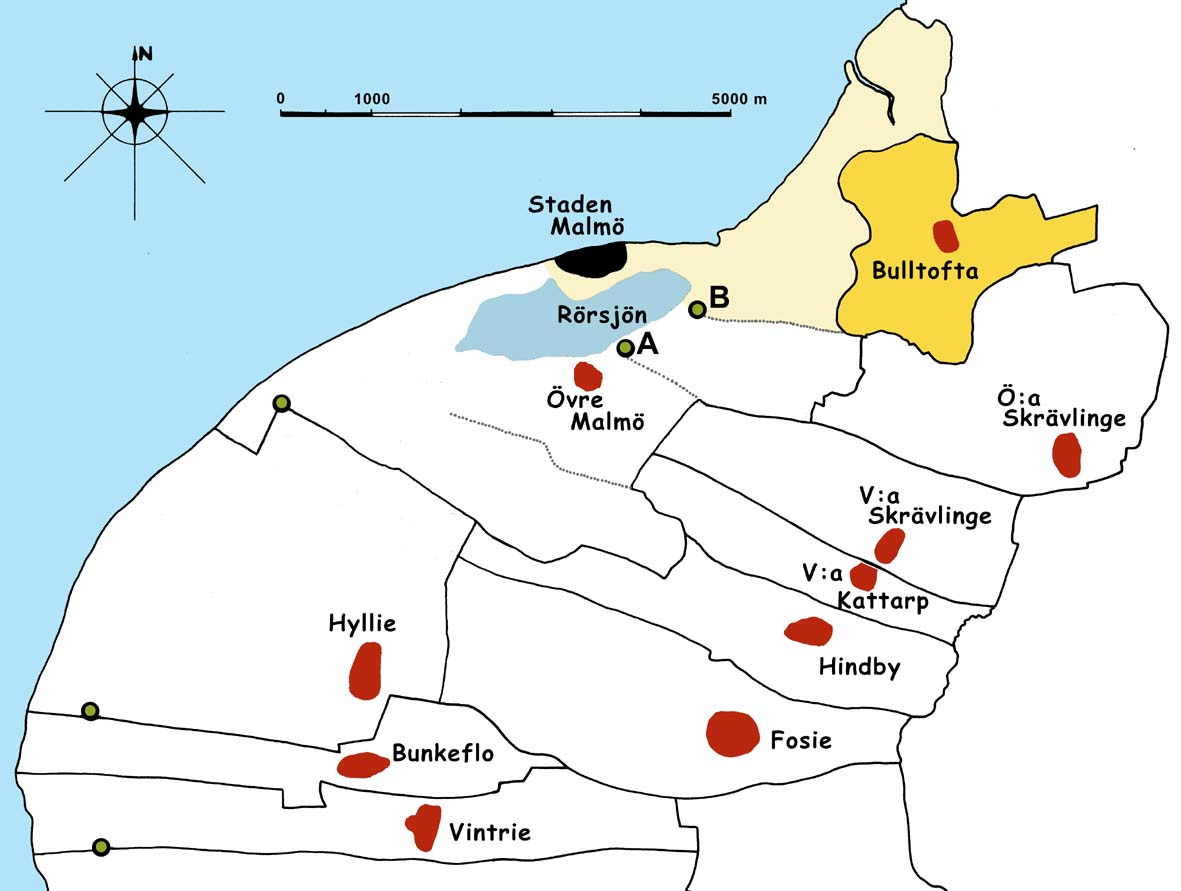
Malmö med omgivande bygränser på 1690-talet. Bulltoftas troliga strandmark angiven med ljusgul färg. Gröna cirklar = gravhögar som tjänstgjort som gränsmarkeringar. Analys: Sven Rosborn.

Alla gårdar i byn har under medeltiden legat under domkyrkan i Lund. Detta framgår 1434 genom ett kontrakt mellan ärkebiskop Peder och kung Erik av Pommern vari bland annat Peder låter kungen få en vattenmölla i Bulltofta samt ”skall hans Nåde och riket hava och behålla av oss och vår kyrka en ganze hel by som kallas Bultoffta synnan vid den samme mölla i Skreblinge socken i Oxie härad liggande med grund, jord, rum, hus, byggning, åker, äng, mossar, fiskevatten, fägång stedning vått och torrt och med alla andra till forbenämnte by Bultofftas tilliggelser, intet undantaget.”
Kartan här bredvid visar bygränserna och Malmö stads gränser på 1690-talet. Själva staden Malmö, som är senare etablerad än byarna, verkar ha avstyckats från Bulltoftas ursprungliga strandmark. Denna geografiska företeelse gör det möjligt att koppla samman stadens grundande med några skriftliga källor från 1250-talet. Kungen anklagade i början av år 1256 personligen den nya ärkebiskopen i Lund Jacob Erlandsen för att ha anlagt en köpstad och borg på kungens strandmark i Skåne. Ärkebiskopen bekräftar att så skett, men att staden är anlagd på hans strandmark. Den enda stad som kan komma ifråga är Malmö, vilken således skulle vara anlagd av ärkebiskopen direkt efter det att han tillträdde sin tjänst i Lund, det vill säga 1254.
Under slutet av 1700-talet inköpte Malmörådmannen Henrik Kockum flera av byns gårdar och skapade här istället en stor gårdsenhet, Bulltofta gård. Gårdens stora markarealer användes, bland annat, som övningsplats för Kronprinsens husarregemente innan Bulltofta flygfält anlades 1923.